# Ютландский диалект датского языка
Ютландский, или ютский диалект (дат. jysk; произношение [ˈjysk]), — западная разновидность датского языка, на котором говорят на полуострове Ютландия в Дании.
Как правило, восточные диалекты наиболее близки к стандартному датскому, в то время как южный диалект (Sønderjysk) больше всего отличается от других; поэтому его иногда называют отдельным диалектом.  Таким образом, ютландский диалект по этому определению на самом деле представляет собой два разных диалекта: общий или северно-ютландский (nørrejysk; в свою очередь делится на западный и восточный) и южно-ютландский (sønderjysk). Однако языковая вариация значительно сложнее, и в Ютландии можно легко найти более 20 отдельных второстепенных диалектов. На этой карте показаны девять наиболее крупных диалектных регионов, о которых пойдет речь в этой статье. Между диалектами существуют серьезные фонологические различия, но также заслуживают внимания морфологические, синтаксические и семантические различия.

## Субдиалекты
Различные субдиалекты ютландского диалекта несколько отличаются друг от друга и обычно группируются на три основных диалекта, где два зачастую объединяются. 

### Южный
- Sønderjysk (южно-ютландский) часто считается очень трудным для понимания другими носителями датского языка, даже других ютландских диалектов. Вместо нормального датского stød в нем есть тональные акценты, подобные шведскому. Многие фонемы также отличаются, в том числе велярные фрикативные звуки, как в немецком языке. Он также имеет определенный артикль перед существительным, в отличие от стандартного датского постклитического артикля.

### Восточный
- Østjysk (восточно-ютландский) наиболее близок к стандарту из трех ютландских диалектов, но все же сильно различается по произношению гласных и звонких стоп-слов изначально или интервокально. Некоторые восточно-ютландские диалекты также все еще имеют три пола, как и большинство шведских и норвежских диалектов.

### Западный
- Vestjysk (западно-ютландский) также хорошо известен этой энклитическим артиклем, а также полным отсутствием гендерных различий. Фонетически он известен тем, что [w] для фонемы / v ~ ʋ / во всех позициях, а не только после вокального, как в стандартном датском языке. Он также может проявлять stød в условиях, немного отличающихся от стандартных.

## Фонология

### Согласные
Стандартная датская фонология содержит носовые, глухие с придыханием и взрывные звуки с придыханием (лабиальные, альвеолярные и велярные). Присутствуют четыре глухих фрикативных звука [f], [s], [ɕ] и [h], а также аппроксиманты: [ʊ̯], [ð̞], [ɪ̯] и [ɐ̯]. Есть также три регулярных и боковая аппроксимация, [ʋ], [l], [j] и [ʁ]. Ниже приведена таблица, в которой показан перечень согласных в датском языке. Фонемы, встречающиеся в стандартном датском языке, выделены черным цветом, а фонемы, встречающиеся только в диалектах Ютландии ( jysk ), выделены жирным шрифтом. В эту таблицу включены только фонемы и некоторые аллофоны.
|                        | двугубный | Лабиодентальный | Альвеолярный | альвеопалатальный | небный | Велар | Увулярный | гортань |
| Носовой                | м         | -               | н            | -                 | ɲ      | ŋ     | -         | -       |
| взрывной               | пʰ, б̥     | -               | тˢ, д̥        | -                 | -      | кʰ, ɡ̊ | -         | -       |
| фрикативный            | β         | ф, в            | с            | ɕ                 | -      | х, г  | -         | час     |
| приблизительный        | -         | ʋ; ʊ̯            | ð̞            | -                 | дж ; ɪ̯ | -     | ʁ; ɐ̯      | -       |
| лат. ок.               | -         | -               | л            | -                 | ʎ      | -     | -         | -       |
| Велярная коартикуляция | ʍ, ш      | -               | ɫ            | -                 | -      |       | -         | -       |

Основным фонологическим процессом в ютландских согласных является лениция. Это ослабление изначально глухих согласных как в коде слога или слова, так и в интервокальной форме. Ослабление вызывает звонкость, а также падение от смычного к фрикативному и, наконец, к сонорному. Последним этапом лениации является полная апокопа.  Это явление можно наблюдать на всех его стадиях в ютландских диалектах, хотя в альвеолярных оно проявляет значительно большую изменчивость. У двугубных по-прежнему есть аппроксимант в одном диалекте, но нет нулевой фонемы, а у велярных нет сонорантов, только глухой смычный и фрикативный. Стадии лениации, а также диалекты, в которых они встречаются, можно увидеть в таблице ниже. Несколько возможностей для одного и того же этапа показаны через точку с запятой. На картах 4.0 и 4.2 показано распространение произношения [d] и [g]. ÷ представляет нулевую или нулевую морфему на картах, -j и -r - это [ɪ̯] и [ɐ̯] соответственно, а q - это глухая велярная смычка [ɡ̊], а ch обозначает фрикативный звук [χ]. Vends и Læsø - регионы, обычно принадлежащие к диалектному региону Северной Ютландии, тогда как Fjolds - это пограничный регион между Германией и Данией, обычно считающийся частью Южной Ютландии ( <i id="mwlw">Sønderjysk</i> ) .
| Стандарт Ленишн                  | -v Стоп [t]    | +v Стоп [d]                                                        | + или – v фрикативный [s, z, ð, θ]                                                                             | Хлопать [ɾ] | Приближенный [ð̞, j, r]                                             | нуль                            |
|                                  | Старый датский | Стандартный датский                                                | Северо-Западная Ютландия, Северная Ютландия, Южная Ютландия                                                    |             | Средневосточная Ютландия; Среднезападная Ютландия, Южная Ютландия1 | Венды, Восточная Южная Ютландия |
| Ютландские альвеолярные отростки | {т}, [т]       | {д}, [д̥]                                                           | [ð̞] | -           | [ɪ̯; ɐ̯]                                                             | нулевой                         |
|                                  | Старый датский | Стандартный датский, средневосточный ютландский, фьольде           | Северная Ютландия, Средневосточная Ютландия; Средняя и Южная Ютландия, Северная Южная Ютландия; Южная Ютландия |             | Лесё                                                               |                                 |
| Ютландские двугубные             | {р}, [р]       | {б}, [б̥]                                                           | [β; в; ж] | -           | [ж]                                                                | -                               |
|                                  | Старый датский | Стандартный датский, северный ютландский, северно-южный ютландский | Южная Ютландия                                                                                                 |             |                                                                    |                                 |
| Ютландский Веларс                | {к}, [к]       | {г}, [ɡ̊]                                                           | [Икс] | -           | -                                                                  | -                               |

Например, в южноютландском скандинавские поставокальные p, k становятся [f, x] в конце слова, тогда как в стандартном датском есть b, g, например, søge 'искать' [ˈsøːx] = стандартный датский [ˈsøː(ɪ̯)], tabe ' потерять' [ˈtʰɑːf] = стандартный датский [ˈtˢæːbə, ˈtˢæːʊ] . В северной части Южной Ютландии эти звуки звонкие фрикативные между гласными, то есть [v, ɣ] : например, søger 'ищет' [ˈsøːɣə] = стандартный датский [ˈsøːɐ], taber 'теряет' [ˈtʰɑːvə] = стандартный датский [ˈtˢæːˀbɐ, ˈtˢæʊ̯ˀɐ] .

### Гласные звуки
Стандартный датский язык имеет большой набор гласных и отличает длину многих гласных. Гласные также могут быть глоттализированы там, где присутствует так называемый stød, и многие из них меняют свое качество в зависимости от того, предшествует ли им / r / или нет.
|                   | Передний незакругленный | Спереди закругленный | Центральный неокругленный | Центральный округлый | Назад | Назад Закругленный |
| Закрывать         | я, я:                   | у, у:                | -                         | -                    | -     | ты, ты:            |
| Рядом Закрыть     | ɪ                       | -                    | -                         | ʊ                    | -     | -                  |
| Закрыть Середина  | е, еː                   | ø, ø:                | -                         | -                    | -     | о, о:              |
| Открытая середина | е, е:                   | œ, œː                | я                         | -                    | -     | ɔ, ɔː              |
| Почти открыто     | а, а:                   | -                    | ɐ                         | ʌ                    | -     | -                  |
| Открыть           | а                       | ɶ, ɶː                | -                         | -                    | ɑ, ɑː | ɒ, ɒː              |

В ютландском диалекте много дифтонгов, которых нет в стандартном датском языке. Долгие ударные средние гласные, / e: /, / ø: / и / o: / становятся / iə /, / yə / и / uə / соответственно в центральной Ютландии, а также в диалекте Южного Шлезвига, например, ben [ˈbiˀən] = Стандартный датский [ˈbeːˀn] 'нога', bonde 'фермер' [ˈbuəɲ] = Стандартный датский [ˈbɔnə] (< bōndi ). Южноютландский диалект имеет то же качество гласных для этих гласных, но демонстрирует тональное различие, которое присутствует вместо датского stød . Северно-ютландский поднимает их без дифтонга до /i:/, /y:/ и /u:/ соответственно. В небольшом районе Средней Западной Ютландии под названием Хардс гласные со скольжением становятся дифтонгами, как в английском, и произносятся как / ej /, / øj / и / ow /. В Северной Ютландии / i: /, / y: / и / u: / также дифтонгируются двухсложными словами со скольжением. В северном ютландском языке всегда присутствует скольжение (/ ij /, / yj /, / uw /), а в северо-западном ютландском языке есть тенденция к скольжению, но оно присутствует не у всех говорящих. Длинные a и å были повышены до [ɔː] и [oː] соответственно в северной Ютландии, например, sagde 'сказал' [ˈsɔː] = стандартный датский [ˈsæː(ə)], gå 'идти, ходить' [ˈɡoːˀ] = стандартный датский [ˈɡ̊ɔːˀ] . На карте 2.2 показаны различные возможные варианты произношения стандартных датских средних ударных гласных, которые более подробно объясняются в следующей таблице.
| стандарт датский | Северная Ютландия | Северо-Западная Ютландия | Среднезападный Ютландский | Средневосточная Ютландия | Южная Ютландия | Южная Ютландия | Южный шлезвигский диалект |
| / я: / (2 слога) | [иж]              | [я(к)]                   | [я:]                      | [я:]                     | [я:]           | [я:]           | [я:]                      |
| / у: / (2 слога) | [йдж]             | [у (j)]                  | [у:]                      | [у:]                     | [у:]           | [у:]           | [у:]                      |
| / u: / (2 слога) | [ув]              | [у (ж)]                  | [ты:]                     | [ты:]                    | [ты:]          | [ты:]          | [ты:]                     |
| /э:/             | [я:]              | [iə]                     | [эдж]                     | [iə]                     | [iə]           | [э:]           | [iə]                      |
| /ø:/             | [у:]              | [yə]                     | [øj]                      | [yə]                     | [yə]           | [ø:]           | [yə]                      |
| /о:/             | [ты:]             | [уə]                     | [ой]                      | [уə]                     | [уə]           | [о:]           | [уə]                      |
| /æː/             | [э:]              | [œː]                     | [œː]                      | [œː]                     | [œː]           | [œː]           | [eœ]                      |
| / ɔː /           | [о:]              | [о:]                     | [о:]                      | [о:]                     | [о:]           | [ɔː]           | [оɒ]                      |
| / ɑː /           | [о:]              | [ɔː]                     | [ɔː]                      | [ɔː]                     | [ɔː]           | [ɒː]           | [ɒː]                      |

Помимо этих дифтонгов, возникающих в результате изменения произношения стандартных датских долгих гласных, существуют также следующие дифтонги: [ow], [ɔw], [ej], [æj] [ɒw] [iw]/[yw], [ew]. ]/[øw] и [æw]/[œw]. [ow] и [ɔw] оба присутствуют в вендах, северо-западном ютландском и средне-западном ютландском, но только один встречается в Østjysk и южноютландском. Есть тенденция к [ɔw], но в средне-восточной ютландском вместо этого можно найти [ow]. Такое же чередование наблюдается и с [ej] и [æj]. В среднезападном ютландском, северном ютландском и северо-западном ютландском языках существуют оба дифтонга. В средневосточном ютландском диалекте они чередуются, но у каждого говорящего есть только один. В южноютландском встречается только [æj]. [ɒw] присутствует как дифтонг во всей Ютландии, за исключением острова Фанё (у юго-западной Ютландии), но имеет разное произношение в зависимости от длины сегментов. Остальные дифтонги показывают распределение, основанное на округлении. В большей части Ютландии неокруглый дифтонг округлый. В Юго-Восточной Ютландии округлый не округлен, и только в некоторых частях Сёндеръюлланда сохранились оба дифтонга. На карте 2.7 показано чередование округления переднего, близкого дифтонга [iw]/[yw].
Интересным явлением в западной Южной Ютландии и Средне-Западной Ютландии, Северо-Западной Ютландии, а также в Северной Ютландии является так называемый klusilspring . klusilspring можно рассматривать как модифицированный stød, который встречается только на высоких гласных (/i:/, /y:/ и /u:/). Эти долгие гласные укорачиваются, а затем следуют klusil или plosive, или, в некоторых случаях, spirant.  (См. Карту 2.1. ) В вендах (северная Ютландия) и западной части Южной Ютландии три произношения становятся: [itj], [ytj] и [uk], и они имеют одинаковое произношение, но за ним следует шва, если не в коде. Область в Северо-Западной Ютландии, обозначенная на карте как Him-V, имеет вместо [ikj], [ykj] и [uk], а в Средне-Западной Ютландии она похожа на /u:/, также содержащую скольжение [ukw] и во всех трех случаях вставляется шва, если она не находится в коде слога. В остальной части северо-западной ютландии вдоль побережья тоже есть шва, но вместо смычки используется фрикативный звук, поэтому звуки [iɕ], [yɕ] и [uɕ]. В остальных ютландских диалектах качество гласных в целом такое же, со скольжением в северо-западной ютландии (Han-V и Han-Ø) на карте и только неокругленными передними гласными в диалекте Djurs.

### Стёд
Как упоминалось ранее, klusilspring — это альтернатива stød, которая встречается только с высокими гласными. В других материковых скандинавских языках, а также в южно-ютландском языке есть две разные тона, которые различают слова, которые изначально были одно- или двухсложными. Тон 1 представляет собой простой восходящий, а затем нисходящий тон в большинстве диалектов, а тон 2 более сложный, например, hus 'дом' [ˈhúːs] = стандартный датский [ˈhuːˀs] ~ huse 'дома' [ˈhùːs] = стандартный датский [ˈhuːsə] . В стандартном датском, а также в ютландском языке тон 1 заменяется несегментарной глоттализацией, а тон 2 полностью исчезает. Глоттализация может происходить только на гласных или сонорных звуках и только в односложных или двусложных словах и реализуется в транскрипции как [']. Однако в двухсложных словах второй слог должен быть деривационной морфемой, поскольку историческая среда тона 1 была односложной, а тон 2 встречался только в двухсложных словах. Из-за апокопы и морфологии и тона, и stød теперь можно найти в одно- и двухсложных словах. В слове может быть несколько сегментов stød, если слово является составным, что фонетически отделяет его от тонем шведского, норвежского и южно-ютландского языков, которые могут встречаться только один раз во всем слове. Однако, в отличие от стандартного датского stød, ютландский stød обычно не встречается в односложных словах с сонорным + глухим согласным. Только диалект джур и городской диалект Орхуса имеют stød в этой среде. Как упоминалось ранее, на большей части северо-западной Ютландии после коротких высоких гласных нет stød, а вместо этого есть klusilspring . Stød по-прежнему присутствует на сонорных звуках, а также на средних и низких гласных в надлежащем окружении. В западном ютландском языке также есть stød на гласной в изначально двухсложных словах с удвоенными глухими согласными, такими как {tt}, {kk} или {pp}, например, katte 'кошки' [ˈkʰaˀt] = стандартный датский [ˈkʰæd̥ə] ; ikke 'не' [ˈeˀ(t)] = стандартный датский [ˈeɡ̊ə] .

### Другие фонологические характеристики
- Ютландский диалект также демонстрирует сильную тенденцию к апокопе, т. е. пропуску e [ə], часто встречающемуся в безударных слогах, что само по себе является ослаблением исходного северогерманского -i, -a или -u, что приводит к тому, что многие слова различаются на основе чисто по длине гласных или по наличию stød . Большинство безударных слогов опускается, а в некоторых случаях и конечные сегменты, часто {r}, например, kaste 'бросать' [ˈkʰasd̥] = стандартный датский [ˈkʰæsd̥ə] (шведский [ˈkʰasta] ).
- Ютландский диалект также известен отсутствием дифтонга в именительном местоимении от первого лица: jeg. На большей части Ютландии он произносится как [ɑ], а в Южной Ютландии и Северо-Западной Ютландии - как [æ]. Разница восходит к разным формам в прото-скандинавском языке, а именно к ek и eka, которые встречаются в ранних рунических надписях. Последняя форма имеет регулярную разбивку e на ja перед a в следующем слоге. Краткая форма без разрыва встречается также в норвежском, фарерском и исландском языках.
- В северно-ютландском v является лабиовелярной аппроксимацией перед гласными заднего ряда (в самых северных диалектах также перед гласными переднего ряда ), тогда как в стандартном датском языке это лабиодентальная аппроксимация, например, vaske 'мыть' [ˈwasɡ] = стандартный датский [ˈʋæsɡ̊ə] . В тех же диалектах есть глухие варианты v и j в начальных сочетаниях hj и hv, например, hvem 'кто' [ˈʍɛmˀ] = стандартный датский [ˈʋɛmˀ], hjerte 'сердце' [ˈçaɐ̯d̥, ˈçɑːd̥] = стандартный датский [ˈjaɐ̯d̥ə] .
- В большинстве частей Ютландии nd становится [ɲ], например finde 'найти' [ˈfeɲ] = стандартный датский [ˈfenə] .

## Грамматика

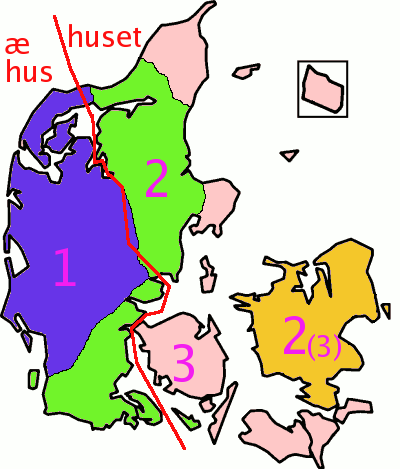
Распределение одного, двух и трех грамматических родов в датских диалектах. В Зеландии переход от трех полов к двум произошел сравнительно недавно. К западу от красной линии определенный артикль стоит перед словом, как в английском или немецком языках; к востоку от линии он принимает форму суффикса.

Одной из отличительных черт скандинавских языков является постклитический определенный маркер. Например: en mand 'мужчина', mand-en 'мужчина'. В стандартном датском языке этот постклитический маркер используется только тогда, когда нет прилагательного, но если прилагательное есть, вместо него используется определенный артикль: den store mand «большой человек». Кроме того, стандартный датский язык имеет двухродную систему, различающую средний ( intetkøn, -et) и «другой» ( fælleskøn, -en ) роды. Однако в Ютландии очень немногие диалекты соответствуют стандарту в этих двух аспектах. Существуют диалекты с одним, двумя и тремя родами, а также диалекты, полностью лишенные постклитического дефинитивного признака.

### Пол
Первоначально скандинавские языки, как и современный немецкий, а также исландский, имели три рода. Эти три рода, мужской, женский и средний, все еще присутствуют во многих диалектах, особенно в большинстве диалектов норвежского языка. Однако во всех стандартных версиях материковых скандинавских языков есть только два рода (в норвежском три рода, но в букмоле — одном из двух письменных стандартов — существительные женского рода могут склоняться так же, как и существительные мужского рода, что позволяет использовать только два рода). Мужской и женский роды объединились, взяв артикль мужского рода (или женского рода на островном датском языке ), а средний род остался отдельным. Три пола остаются в северной Ютландии и далеко на востоке, что потенциально можно объяснить диалектным контактом как с норвежским, так и со шведским диалектами, которые сохраняют все три пола. Однако потеря всех гендерных различий на западе уникальна для Ютландии. Обратите внимание, что в западно-ютландском языке по-прежнему есть два класса существительных, n- и t -слова, как в стандартном датском языке, они просто не относятся к родам. t -слова в Западной Ютландии ограничены массовыми существительными .
|                       | 3 пола                     | 2 пола                             | 1 пол                    |
| Область, край         | Вендский, джурский диалект | Восточная Ютландия, Южная Ютландия | Западная Ютландия        |
| мужской род «мужчина» | я (н) манд                 |                                    |                          |
| женское «женщина»     | эн коне                    |                                    |                          |
| общий пол             |                            | æn kone, æn mand                   | æn kone, æn mand, æn hus |
| средний 'дом'         | это у нас                  | это у нас                          |                          |

### Артикль
Определенный маркер также не соответствует ютландским диалектам. На западе, где присутствует только один род, а также во всех южно-ютландских диалектах, определяющим маркером является свободная морфема, стоящая перед существительным. Однако это не то же самое, что свободная морфема в стандартном датском языке, когда прилагательное предшествует существительному. Фонетически оно реализуется как [æ].
|                               | Западная и Южная Ютландия | Восточная и Северная Ютландия, Стандарт |
| мужской род «мужчина»         | æ манд                    | манден                                  |
| средний 'дом'                 | æ нас                     | хусет                                   |
| женский 'женщина'             | æ коне                    | конен                                   |
| множественное число «мужчины» | æ mænd                    | Мендене                                 |

В Ютландии также есть небольшие районы, где сказуемые прилагательные, а также прилагательные в неопределенных словосочетаниях имеют гендерную конгруэнтность в форме среднего рода. В южно-шлезвигском диалекте, самом восточном диалекте дьюров и на острове Самсё прилагательные получают окончание -t, которое соответствует стандартному датскому: например, et grønt glas и glasset er grønt . [æt gʁœːnt стекло; glas.ət æ gʁœːnt] 'зеленое стекло; стекло зеленое». В вендах (северная Ютландия) нет конгруэнтности прилагательных в неопределенных словосочетаниях, но -t все еще присутствует в сказуемых прилагательных. Изменчивость в примерах также отражает различия между количеством родов, постклитическим и энклитическим артиклем и апокопом. [æ gʁœn' стекло; glast æ gʁœnt] (тот же глянец) В остальной части Ютландии в результате апокопы полностью исчезает -t : [ æt (æn) gʁœn' glas; glas.ə(t) (æ glas) æ gʁœn'] (тот же глянец). 

### Семантика
Наличие отдельного маркера определения свободной морфемы в западных ютландских диалектах [æ] стало причиной контрастного семантического значения разницы со стандартным датским dem. Существительные, которые можно анализировать как массовые существительные, в отличие от исчисляемых существительных, могут брать артикль [æ] перед прилагательным. Однако, если существительное предназначено быть исчисляемым существительным, оно использует стандартный датский артикль множественного числа dem . Примером этого может быть dem små kartofler по сравнению с æ små kartofler «маленький картофель». Dem små kartofler относится к маленьким картофелинам в наборе, то есть к тем 5 маленьким картофелинам на столе. Æ små kartofler вместо этого относится к массовому существительному, означающему картофель, который обычно маленький. Это все равно, что сказать по-английски «желтый картофель». Это может означать либо желтую картошку в целом, массовое существительное, либо желтую картошку, лежащую на столе, в отличие от красной.
Существует также тенденция использовать hans или hendes вместо «правильного» греха, когда речь идет о подлежащем в предложении. Это означает, что больше нет различия между тем, относится ли притяжательное местоимение к субъекту предложения или к третьему лицу, однако использование такого слова, как egen / t «собственный», может парафразно выполнить то же самое.
| Стандартный датский | Han ser sin hund «Он видит свою (собственную) собаку»   | Han ser hans hund «Он видит свою (чужую) собаку»        | Hans hund ser ham 'Его собака видит его' (неоднозначно) |
| Ютландский          | Han ser hans hund «Он видит свою собаку» (неоднозначно) | Han ser hans hund «Он видит свою собаку» (неоднозначно) | Hans hund ser ham 'Его собака видит его' (неоднозначно) |

## Социолингвистика
Сегодня старые диалекты, привязанные к сельским районам, уступают место новым региональным стандартам, основанным на стандартном датском языке. Этому процессу способствовало несколько факторов. Диалекты, особенно в самых северных, западных и южных регионах, часто трудно понять людям, происходящим за пределами Ютландии. 
Диалекты также пользуются небольшим авторитетом как в национальном масштабе (жители Зеландии склонны считать, что ютландцы медленнее не только в речи, но и в мышлении), так и в региональном (диалект ассоциируется с сельской жизнью).
Датская культурная, медийная и деловая жизнь вращается вокруг Копенгагена, а в Ютландии только в последние десятилетия наблюдается значительный экономический рост. В XX веке диалекты обычно подавлялись средствами массовой информации, государственными учреждениями и школами. В последние десятилетия появилось более либеральное отношение к диалектам, но, поскольку количество носителей уменьшилось, а почти все оставшиеся носители диалектов владеют региональной формой стандартного датского языка, диалекты по-прежнему игнорируются.

## Характеристика
Новые ютландские «региолекты» отличаются от копенгагенского варианта прежде всего отчетливым акцентом:
1. более высокая тенденция к апокопе безударного [ə] (см. выше).
2. более высокий тон ближе к концу ударного слога.
3. немного другое распределение stød : vej 'путь' [ˈʋaɪ̯] = стандартный датский [ˈʋaɪ̯ˀ] ; молоток 'молоток' [ˈhɑmˀɐ] = стандартный датский [ˈhɑmɐ] .
4. окончание -et ( определенный артикль или пассивное причастие ) произносится [-(ə)d̥] вместо [-ð̩], например hentet 'вытащил' [ˈhɛnd̥əd̥] = стандартный датский [ˈhɛnd̥ð̩] ; meget 'очень, очень' [ˈmaːɪ̯d̥] = стандартный датский [ˈmaːð̩, ˈmɑːð̩]
5. поставокальный d произносится [ɪ̯] или, перед i, [d̥] в некоторых разновидностях региона: bade 'баня' [ˈb̥æːɪ̯] = стандартный датский ˈb̥æːð̩], stadig 'неподвижный' [ˈsd̥æːd̥i] = стандартный датский [ˈsd̥æːði] . Такое произношение не нравится молодым ораторам.
6. или произносится [ɒː] в словах, где стандартный датский имеет [oɐ̯] (в закрытых слогах): torn 'шип' [ˈtˢɒːˀn] = стандартный датский [ˈtˢoɐ̯ˀn] . С другой стороны, можно также услышать гиперкорректное произношение, такое как tårn 'башня' [ˈtˢoɐ̯ˀn] = стандартный датский [ˈtˢɒːˀn] .
7. сильные глаголы имеют -en в причастии прошедшего времени не только в прилагательном, как в стандартном датском языке, но также и в сложном совершенном виде: han har funden для стандартного датского языка han har fundet den . Такие формы относятся к нижнему регистру ютландских региолектов.
8. частое использование hans, hendes «его, ее» вместо возвратного местоимения sin для обозначения субъекта предложения: han kyssede hans kone «он поцеловал свою жену» для стандартного датского языка han kyssede sin kone (другое предложение означало бы что он поцеловал чужую жену).
9. отсутствие различия между переходными и непереходными формами некоторых родственных глаголов, таких как ligge ~ lægge «лежать, лежать»: han lagde i sengen «он лежал в постели» для стандартного датского языка han lå i sengen (восточные носители не различают ни настоящего, ни инфинитив глаголов).
10. остатки региональной лексики, такой как træls [ˈtˢʁɑls] 'раздражающий' (для стандартного датского irriterende [i(ɐ̯)ˈtˢeɐ̯ˀnə] ), og [ˈʌ] 'слишком' (для стандартного датского også [ˈʌsə] ), ikke og [eˈɡ̊ʌ] или, в более высоком стиле, ikke også [eˈɡ̊ʌsə] «не так ли» (для стандартного датского ikke, ikke sandt [ˈeɡ̊(ə), eɡ̊ˈsænˀd̥] ).

## Центр Питера Скаутрупа
Центр ютландских исследований Питера Скаутрупа — исследовательский центр Орхусского университета и главный центр ютландской диалектологии в Дании. Он был основан в 1932 году (под названием Институт Jysk Sprog-og Kulturforskning), первоначально финансировался из частных источников за счет грантов и возглавлялся профессором Петером Скаутрупом. В 1973 году он стал частью Орхусского университета и в настоящее время входит в состав факультета скандинавских исследований и экономики впечатлений Школы коммуникации и культуры.
С 1932 по 1978 год центр издавал журнал Sprog og Kultur («Язык и культура»), а с 1982 года - Ord & Sag («Слово и дело»).
Основная работа центра сосредоточена на создании Jysk Ordbog («Ютландский словарь») на основе 3 миллионов каталожных карточек, собранных с 1930-х годов, и примерно 1050 часов аудиозаписей диалектов со всех частей Ютландии. С 2000 года он публикуется в сети, но до сих пор не до конца закончен. По оценке центра (в 2018 г.), осталось 30 лет работы.